# Arte de amar
El Arte de amar (en latín, Ars amatoria) es un poema didáctico escrito por el poeta romano Ovidio. Escrito en latín y publicado entre los años 2 a. C. y 2 d. C. consta de tres libros o cantos en los que facilita una serie de consejos sobre las relaciones amorosas: dónde encontrar mujeres, cómo cortejarlas, cómo conquistarlas, cómo mantener el amor, cómo recuperarlo, cómo evitar que nos lo roben, etc.

## Forma y contenido
A pesar de tratarse de una obra de contenido didáctico el espíritu y la forma son las de la elegía. El metro elegido no es el hexámetro, habitual en los poemas didácticos, sino el  dístico elegiaco, más propio de la elegía.  
Los dos primeros libros o cantos se dirigen a los hombres y sus temas son, respectivamente «Sobre cómo y dónde conseguir el amor de una mujer» y «Sobre cómo mantener el amor ya conseguido». Se publicaron conjuntamente no antes del año 2 a. C. ni después del 1 d. C.
El éxito de los dos primeros libros le mueven a escribir el Libro III, dedicado esta vez a las mujeres bajo el epígrafe «Consejos para que las mujeres puedan seducir a un varón». Fue publicado probablemente el año 2 d. C.

## Repercusiones
El éxito de la obra fue inmenso. Sin embargo, sus enseñanzas eran contrarias a la moral oficial y levantó suspicacias entre el sector más conservador de la sociedad romana, entre ellos al emperador Augusto, protector de Ovidio. 
Ya sea por las presiones recibidas o por una mera cuestión literaria, a finales del mismo 2 a. C. o poco después publicó Remedia amoris (Remedios de amor), obra en la que  enseña a protegerse de los amores desgraciados o perniciosos.

## Ediciones en español
En el siglo XVI Cristóbal de Castillejo tradujo al español fragmentos del Ars amatoria y del Amores, aunque la primera traducción completa de Ars amatoria al español es probablemente la que realizó fray Melchor de la Serna en octavas reales hacia 1580. 
Desde entonces se han realizado numerosas traducciones y ediciones de esta obra, de las que citamos algunas de las recientes:
- Ovidio Nasón, Publio
  - Amores; Arte de amar; Sobre la cosmética del rostro femenino; Remedios contra el amor. trad.: Cristóbal López, Vicente. Madrid: Gredos. 1995. ISBN 978-84-249-1392-2.
  - Arte de amar: (P. Ovidis Nasonis Ars amatoria) (en ed. bilingüe: español, latín). trad.: Rodríguez Tobal, Juan Manuel. Madrid: Hiperión. 1999. ISBN 978-84-7517-552-2.
  - Arte de amar; Remedios de amor. trad.: Arcaz Pozo, Juan Luis. Madrid: Alianza. 2000. ISBN 978-84-206-3559-0.
  - Arte de amar (en ed. bilingüe: español, latín). trad.: Schniebs, Alicia; Daujotas, Gustavo. Buenos Aires: Colihue. 2009. ISBN 978-950-563-045-5.